# Charles Wilson (rugbysta)
Charles Wilson (ur. 4 maja 1931 w Brisbane, zm. 2 września 2016 tamże) – australijski rugbysta grający na pozycji rwacza, reprezentant kraju, następnie trener i działacz sportowy, z wykształcenia lekarz.
Uczęszczał do Marist College Ashgrove oraz Brisbane Grammar, studiował następnie medycynę na University of Queensland. Grać w rugby zaczął już w szkole, podczas studiów związany był natomiast z UQ Rugby Football Club, z którym pięciokrotnie triumfował w Queensland Premier Rugby. Z reprezentacją australijskich uniwersytetów w latach 1954 i 1956 udał się na tournee do Japonii i Nowej Zelandii. W stanowych barwach zadebiutował w roku 1952 w meczu z Nową Południową Walią, a ostatni występ zaliczył w roku 1959 przeciwko British and Irish Lions, był także jego kapitanem.
Po zakończeniu studiów za namową brata zaciągnął się do armii. Jako lekarz w randze oficera spędził w wojsku dwa lata, grał wówczas także w armijnym zespole rugby przyjętym do rozgrywek w Brisbane. Dobre występy w nim zwróciły na niego uwagę selekcjonerów narodowej kadry i w 1957 roku zadebiutował w barwach Wallabies w testmeczu z All Blacks. Pominięty został w kolejnych powołaniach w tym roku, w tym także na wyprawę do Europy. Powrócił do kadry w kolejnym roku już jako kapitan tournee do Nowej Zelandii, a pod jego wodzą niedoświadczony skład przerósł oczekiwania wygrywając sześć spotkań, w tym jeden testmecz z All Blacks. Ogółem w latach 1957–1958 rozegrał dwanaście spotkań dla australijskiej reprezentacji, w tym cztery testmecze, będąc kapitanem w jedenastu z nich.
Na początku lat sześćdziesiątych wyjechał do Wielkiej Brytanii poszerzać medyczne kwalifikacje, grał wówczas dla Edinburgh Wanderers, London Scottish i London Counties, z tym ostatnim także przeciwko nowozelandzkiej reprezentacji. Po powrocie do ojczyzny był grającym trenerem Wests. Został następnie działaczem – był selekcjonerem Queensland oraz menedżerem zarówno stanowego zespołu, jak i Wallabies, w tym podczas zakończonej sukcesem próby zdobycia Wielkiego Szlema w roku 1984, zasiadał także w Judiciary Panel Australian Rugby Union.
Żonaty z Susan, ojciec czwórki dzieci.